# Campanha de Bruce na Irlanda
A campanha de Bruce foi uma campanha militar de três anos na Irlanda por Edward Bruce, irmão do rei escocês Robert the Bruce. Durou desde seu desembarque em Larne em 1315 até sua derrota e morte em 1318 na Batalha de Faughart no condado de Louth. Fez parte da Primeira Guerra da Independência Escocesa contra a Inglaterra, e do conflito entre irlandeses e anglo-normandos.
Após sua vitória na Batalha de Bannockburn, Robert the Bruce decidiu expandir sua guerra contra os ingleses enviando um exército sob o comando de seu irmão mais novo, Eduardo, para invadir a Irlanda. Alguns líderes irlandeses nativos também pediram que ele enviasse um exército para ajudar a expulsar os anglo-normandos da Irlanda, oferecendo-se em troca para coroar seu irmão Grande Rei da Irlanda. Outro motivo da expedição foi que apoiadores da exilada Casa de Balliol, concorrentes rivais pela Coroa da Escócia, haviam fugido para a Irlanda.
A campanha efetivamente terminou com a derrota e morte de Edward na Batalha de Faughart em 1318.